# Maranhão
Maranhão (en español: Marañón) es uno de los veintiséis estados que, junto con el distrito federal, forman la República Federativa de Brasil. Su capital es São Luís. Está ubicado en la Región Nordeste del país. Limita al norte con el océano Atlántico, al este con Piauí, al sur con Tocantíns y al oeste con Pará. Con unos 331 937.4 km², es el octavo estado más extenso, por detrás de Amazonas, Pará, Mato Grosso, Minas Gerais, Bahía, Mato Grosso del Sur y Goiás. El estado, que tiene el 3,4 % de la población brasileña, es responsable de solo el 1,3 % del PIB brasileño.
Otras ciudades importantes, aparte de la capital, son: Imperatriz, Timón, Caxias, Açailândia, Codó, Santa Inês, Bacabal y Balsas. En su territorio se encuentra el Centro de Lanzamiento de Alcántara.

## Origen del nombreMaranhão
Existen varias hipótesis respecto al origen del nombre del Estado de Maranhão/Marañón. La más aceptada es que Maranhão era el nombre dado al río Amazonas por los nativos de la región antes de que los navegantes europeos llegasen. Otra teoría sería que tenía alguna relación con el río Marañón de Perú. Pero también hay otros posibles significados tales como: gran mentira o mexerico, según el portugués antiguo. Otra hipótesis sería el hecho de existir en el estado un emaranhado de ríos. También puede ser referente al caju, fruta abundante en su litoral (caju significa marañón en español). También podría ser mar grande o mar que corre.
En el contexto de la historia de Brasil, el nombre deriva de los tiempos coloniales en que Brasil estuvo dividido entre apenas dos entidades administrativas: el Estado de Marañón, al norte y el Estado de Brasil, al sur. Con el fraccionamiento del antiguo Estado del Gran Pará y Maranhão, se creó la capitanía y posterior Provincia de Marañón que, hasta entonces, incluía el territorio del hoy vecino Estado de Piauí.

## Geografía

### Relieve
Con altitudes reducidas y topografía regular, presenta un relieve modesto, con cerca del 90 % de la superficie por debajo de los 300 metros. Presenta dos regiones distintas: la planicie litoral y la meseta tabular.
La primera de ellas, al norte, comprendiendo toda la región litoral, está formada por planicies de bajas altitudes marcadas por extensas playas, tabuleiros y pantanos. Se destacan en especial las grandes extensiones de dunas y las bahías de São Marcos y São José. En esta región se encuentra una de las tres islas-capitales de Brasil, la isla São Luís (o Upaon-Açu en lengua tupinambá), donde están localizados los municipios de San Luis (capital del estado), Raposa, São José de Ribamar y Paço do Lumiar. Al nordeste del estado marañense se encuentra una interesante formación geológica de dunas y lagunas de agua dulce sobre un área de 155 000 hectáreas, los Lençóis Maranhenses, también conocido como desierto brasileño.
En el centro-sur destaca la predominancia sobre el relieve de mesetas y chapadas con formación de sierras abarcando una porción del Planalto Central brasileño. Se puede tener una buena noción del relieve maranhense a través de una imagen satelital donde se evidencian las dos regiones mencionadas.

### Clima
El oeste marañense está dentro del área de clima ecuatorial, con medias pluviométricas y térmicas altas. Ya en la mayor parte del Estado, se manifiesta el clima tropical con lluvias distribuidas en los primeros meses del año, pero el estado no sufre con períodos de sequía.

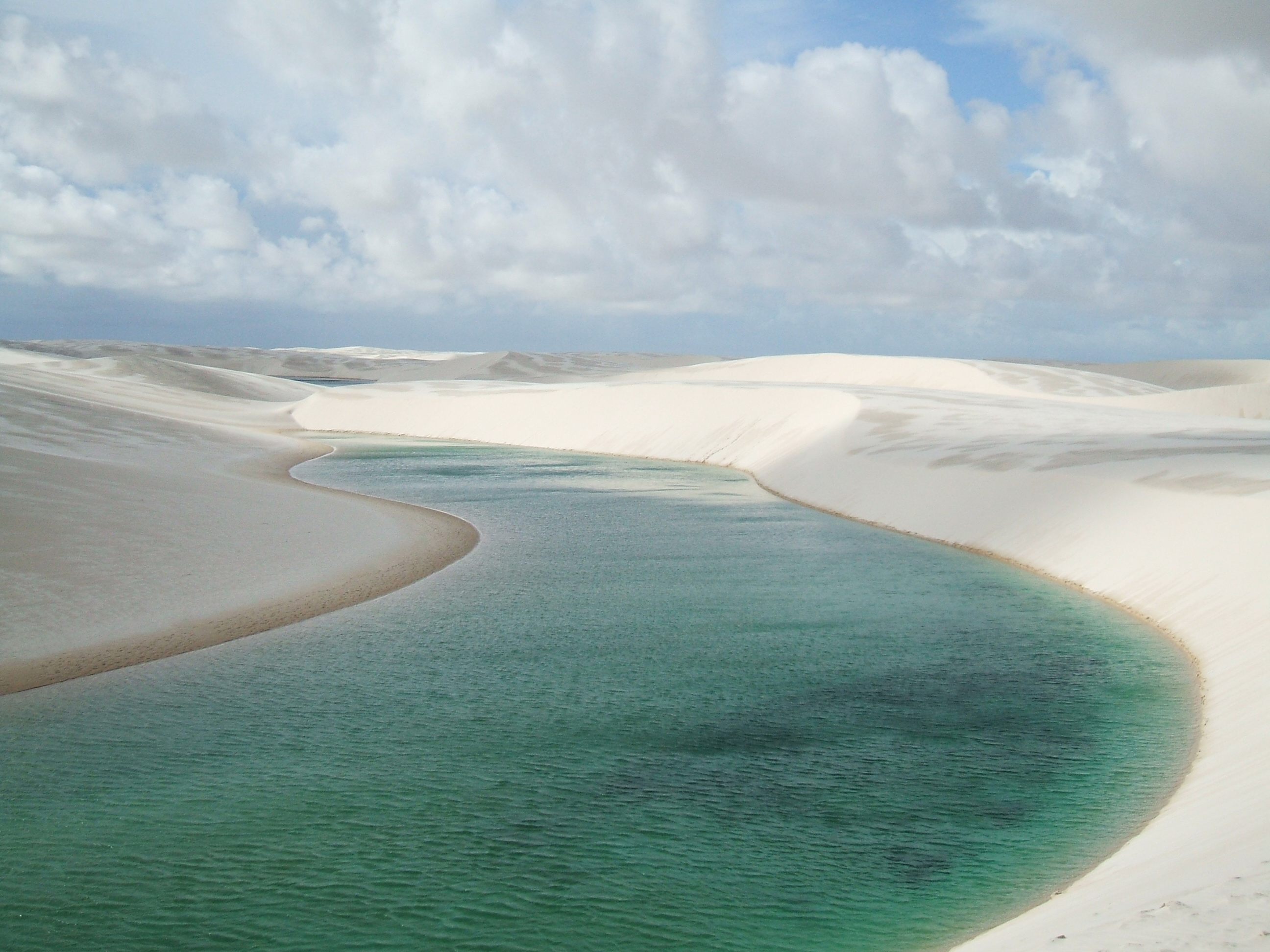
Los Lençóis Maranhenses.

### Vegetación
- Amazónica: Predominante en el oeste del Estado y se encuentra muy devastada por consecuencia de las siderúrgicas de hierro gusa.
- Mata de Coqueros: Mata característica de Marañón donde predomina el babaçu y el carnaúba. Cubre la parte central del Estado.
- Campos: Próxima al Golfão Maranhense, tiene como característica vegetación herbácea inundable por los ríos y lagos de la Bajada Maranhense.
- Mangues: Predominan en el litoral marañense desde la boca del río Gurupi hasta la boca del río Periá.
- Cerrado: Vegetación predominante en Marañón. Formada por árboles de porte medio y vegetación rastrera.

### Hidrografía
- Ríos limítrofes: Tocantins, Gurupi, Parnaíba y Manuel Alves Grande.
- Ríos que nacen y desembocan en territorio maranhense: Mearim, Pindaré, Turiaçu, Itapecuru, Munim y Grajaú

### Litoral
Marañón posee el segundo mayor litoral de Brasil con 640 km de extensión, comprendiendo desde el delta del río Parnaíba hasta la boca del río Gurupi. A lo largo de su extensión, pueden ser encontradas diversas playas más allá de las regiones de los Mangues.

### Ecología
Desde el punto de vista ecológico, Marañón presenta una gran diversidad de especies en flora y fauna. En la región oeste del estado están demarcadas 300 000 hectáreas de tierra perteneciente a la Reserva Biológica do Gurupi, que es lo que quedó de la floresta amazónica de Marañón.

## Economía
Su economía se basa en la industria (transformación de aluminio en alúmina, celulosa, alimenticia, maderera), en los servicios, en la agricultura (soja, mandioca, arroz, maíz), en la pecuaria, producción de gas natural y turismo. 
El complejo portuario de Maranhão, en la ciudad de São Luís, en la Bahía de San Marcos, está constituido por el Puerto del Itaqui, Terminal de Ponta da Madeira y el Puerto de Alumar, considerados estratégicos por la ubicación próxima de los mercados de Europa, América del Norte y del Canal de Panamá (por donde es posible alcanzar más rápidamente los países de Asia), profundidad (hasta 23 metros), acceso ferroviario e infraestructura.
Para estos puertos, se dirige el Ferrocarril Carajás, que además de transportar mineral de hierro de la sierra de los Carajás (Pará), soja, combustibles, entre otros productos, también realiza el transporte de pasajeros entre São Luís y las ciudades de Marabá y Parauapebas, en Pará. Hay una conexión con el Ferrocarril Norte-Sur, en el municipio de Açailândia (MA), que posibilita el transporte de la cosecha agrícola del centro del país.
El ferrocarril San Luis-Teresina transporta combustibles, cemento, gusa y contenedores, habiendo conexión con el Ferrocarril Teresina-Fortaleza, posibilitando la interconexión entre los puertos de Itaqui (MA), Pecém (CE) y Mucuripe (CE).
En la generación de energía, el estado cuenta con la Usina Hidroeléctrica de Estreito (en el río Tocantins), Complejo Termeléctrico Parnaíba (explorando la cuenca de gas natural del interior del estado), Usina Termétrica Puerto del Itaqui (carbón mineral), Usina Termelétrica Suzano Maranhão (biomasa), Usina termoeléctrica Gera Maranhão (fueloil).

## Demografía
El censo reveló las siguientes cifras: 4 499 018 personas multirraciales (66,4%), 1.361.865 personas blancas (20,1%), 854 424 personas negras (12,6%), 54 682 personas amerindias (0,8%), 6541 personas asiáticas.

## Historia
Su ocupación comenzó a partir de la ocupación francesa, que intentaba fundar colonias en Brasil, pero fue impedida por la Corona portuguesa, que termina expulsándolos de la región y funda el fuerte de San Luis (nombre este que fue dado por los franceses y mantenido por los portugueses). San Luis es la única capital de Brasil cuyo nombre es de origen francés.